# Lidköpings distrikt
Lidköpings distrikt är ett distrikt i Lidköpings kommun och Västra Götalands län. 
Distriktet ligger i och omkring Lidköping. 

## Tidigare administrativ tillhörighet
Distriktet inrättades 2016 och utgörs av en del av området som Lidköpings stad omfattade fram till 1971, delen som staden omfattade fram till 1969.
Området motsvarar den omfattning Lidköpings församling hade 1999/2000.